# José Fernando Franco González-Salas
José Fernando Franco González-Salas (Ciudad de México, 4 de diciembre de 1950) es un abogado mexicano, habiendo sido Ministro de la Suprema Corte de Justicia de la Nación de 2006 a 2021.
Fernando Franco cursó su carrera de Abogado en la Escuela Libre de Derecho, donde impartió la cátedra de Derecho Administrativo por décadas. Ha tenido otras responsabilidades importantes: de 1990 a 1996 fue Magistrado Presidente del Tribunal Federal Electoral y, posteriormente, Subsecretario de Desarrollo Político de la Secretaría de Gobernación, Subsecretario del Trabajo y Previsión Social. Fue jefe del Centro de Derecho Público del Instituto Tecnológico Autónomo de México (ITAM) de 2000 a 2006.
Se desempeñó como Jefe de Relaciones Laborales del Instituto Mexicano del Seguro Social, de 1982 a 1987, Secretario General de la Junta Federal de Conciliación y Arbitraje, por un periodo de tres años (de 1976 a 1979) y como Secretario técnico de la Oficialía Mayor, de la Secretaría de Agricultura. 
González Salas fue ratificado por el Senado con 94 votos a favor el 12 de diciembre de 2006.